# Małgorzata Gebert

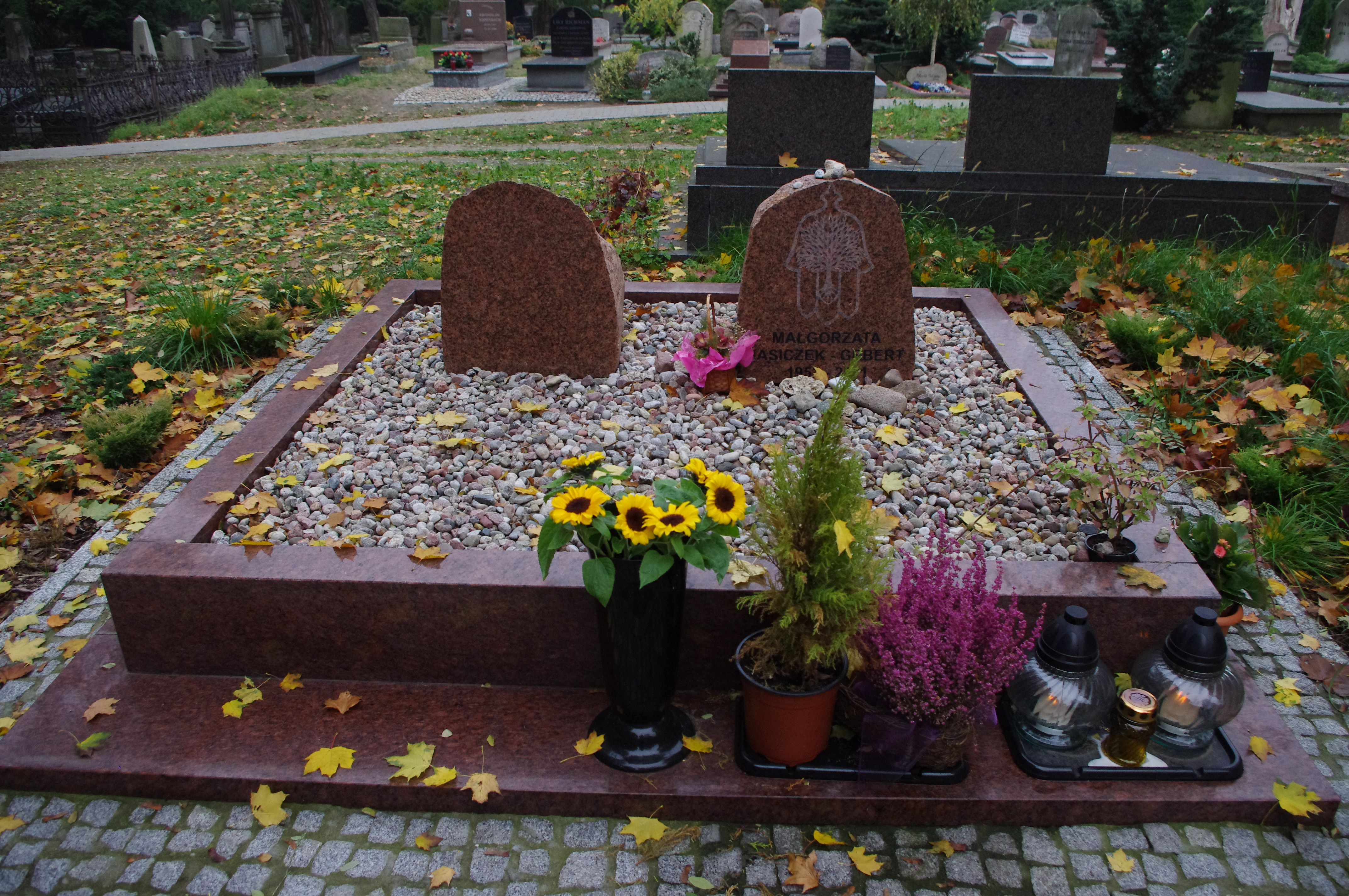
Grób działaczki humanitarnej Małgorzaty Gebert na Cmentarzu żydowskim przy ul. Okopowej w Warszawie

Małgorzata Jolanta Jasiczek-Gebert (ur. 13 lipca 1952, zm. 12 kwietnia 2011 w Warszawie) – polska działaczka humanitarna.

## Życiorys
Z wykształcenia była etnografem. Od 1976 związana była z opozycją demokratyczną, kolportowała między innymi nielegalną prasę.  Po wprowadzeniu stanu wojennego w Polsce, razem z mężem Konstantym Gebertem zbierała i przepisywała na maszynie informacje, które ukazywały się następnie w niskonakładowej gazetce „Przegląd Bieżących Wydarzeń”. W 1989 roku założyła (pierwsze po komunistycznej antysemickiej propagandzie i fali wypędzeń z roku 1968.) żydowskie przedszkole w Polsce. Była współzałożycielką, a później dyrektorem Centrum Pomocy Uchodźcom (CPU) przy Polskiej Akcji Humanitarnej. Wsparła pomysł utworzenia portalu internetowego dla uchodźców i tworzonego przez uchodźców Refugee.pl - platforma ruszyła  17.06 2005 roku, a  w 2015 roku, po zamknięciu CPU, portal przekształcił się w Fundację Refugee.pl im. Małgorzaty Jasiczek-Gebert. 
W 2008 została wyróżniona Nagrodą im. Jerzego Zimowskiego przyznawaną przez Instytut Spraw Publicznych.
Miała troje dzieci.
Jest pochowana na cmentarzu żydowskim przy ulicy Okopowej w Warszawie (kwatera 2).

## Odznaczenia
- Krzyż Oficerski Orderu Odrodzenia Polski – 2011, pośmiertnie[8]